# Awaous banana
Awaous banana is een straalvinnige vissensoort uit de familie van grondels (Gobiidae). De wetenschappelijke naam van de soort is voor het eerst geldig gepubliceerd in 1837 door Valenciennes.

## Kenmerken
De soort heeft een lange kegelvormige snuit met dikke geeloranje lippen rond de mondopening. Hij heeft kleine oogjes die hoog op de kop zijn gepositioneerd. Awaous banana heeft een smal en stevig lichaam. Onder de kiewdeksel zitten twee tot drie vlezige lobben. Boven de zijlijn bevinden zich zeven tot acht donkere vlekken, de laatste drie hebben een rechthoekige vorm. De staartvinnen hebben vier tot zes donkere banden en de anaalvin is wit.
De mannetjes hebben een olijfgroen bovenlichaam en een goudgele buik. De borstvin is gelig en de rug- en staartvinnen zijn ook olijfgroen.
De vrouwtjes hebben ook een olijfgroen bovenlichaam maar onderscheidt zich van het mannetje door enkele goudkleurige markeringen langs de zijlijn. Ook zitten er onder de bortsvin enkele witte strepen.

## Leefwijze en verspreiding
A. banana geeft de voorkeur voor heldere beken en rivieren waar veel zand of grind op de bodem ligt, maar hij wordt soms ook aangetroffen in troebel water. De soort is sterk afhankelijk van stromend water en is vaak te vinden onder rotsen of andere schaduwrijke gebieden zoals een brug. Hij eet voornamelijk draadwieren.

### Paaien
Het paaien vindt plaats in zoet water ver landinwaarts. Na de bevruchting worden tussen de 2400 en 3000 eitjes gelegd. Hierna stromen de kleine eitjes met de stroming mee tot zij in brak of zout water terecht komen en uitkomen. Hoewel de volwassenen intolerant zijn voor zout water, kunnen larven wel overleven in zee- en brak water. De meeste larven keren terug naar hun geboortestroom, maar sommigen worden verder verspreid via de oceaanstromingen en keren later pas terug naar zoet water.

### Verspreiding
Deze grondelsoort komt exclusief voor in Wilmington, New Hanover County en in Morehead City, Carteret County. De soort wordt bedreigd door het toenemen van visziekte door dinoflagellaatbloei en het verdwijnen van belangrijke kraamkamers. Ook de lozingen van chemisch afval in rivieren vormt een groot probleem.

## Trivia
Het grootste exemplaar ooit werd gevangen en geregistreerd in 2003 en was 30 centimeter lang.